# Reistad Station
Reistad Station (Reistad stasjon eller Reistad holdeplass) var en jernbanestation på Drammenbanen, der lå i Reistad i Lier kommune i Norge.
Stationen åbnede som trinbræt 1. juli 1934 og bestod af et spor og en perron med læskur. Stationen blev nedlagt 3. juni 1973, da Lieråsen tunnel åbnede, og banen fik et andet trace mellem Asker og Brakerøya. På den nye strækning åbnedes som erstatning Tuverud Station, der skiftede navn til Lier Station i 1996.